# Токийский университет искусств
Токийский университет искусств (яп. 東京芸術大学 то:кё: гэйдзюцу дайгаку) — одно из самых старых и престижных высших учебных заведений по искусству в Японии. Корпуса находятся в районе Тайто, главный корпус расположен в парке Уэно, Токио. Также факультеты университета располагаются в Ториде, Адати (Токио) и Иокогаме. Университет имеет два общежития: один (для японских студентов) в Нэрима и другой (для иностранных студентов) в Мацудо.

## История
Университет был образован в 1949 году в результате слияния Токийской школы изобразительных искусств (яп. 東京美術学校 то:кё: бидзюцу гакко:) и Токийской школы музыки (яп. 東京音楽学校 то:кё: онгаку гакко:), обе были основаны в 1887 году. Первоначально университет был только для мужчин, женщин начали принимать с 1946 года. Аспирантура была открыта в 1963 году, с 1977 года появилась возможность получить докторскую степень.

## Знаменитые преподаватели
- Китано, Такэси
- Симидзу, Такаси
- Такамура Коун[1]
- Леонид Крейцер
- Фудзита, Цугухару